# Afrocominella capensis
Afrocominella capensis is een soort in de klasse van de Gastropoda (Slakken).
Het dier komt uit het geslacht Afrocominella en behoort tot de familie Buccinidae. Afrocominella capensis werd in 1844 beschreven door Dunker in Philippi.